# Сарайная (приток Ваграна)
Сарайная — река в России, протекает по Североуральскому городскому округу Свердловской области. Устье реки находится в 53 км по левому берегу реки Вагран, в Североуральске. Длина реки составляет 21 км.
Система водного объекта: Вагран → Сосьва → Тавда → Тобол → Иртыш → Обь → Карское море.

## Данные водного реестра
По данным государственного водного реестра России, Сарайная относится к Иртышскому бассейновому округу, водохозяйственный участок реки — Сосьва от истока до водомерного поста у деревни Морозково, речной подбассейн Тобола, речной бассейн Иртыша.
Код объекта в государственном водном реестре — 14010502412111200010059.